# Crew Space Transportation System
Das Crew Space Transportation System (CSTS), auch Advanced Crew Transportation System (ACTS) war eine Studie für ein bemanntes Raumfahrzeug, das gemeinsam von Roskosmos und der ESA entwickelt werden sollte. 2009 wurde das Vorhaben aufgegeben.

## Geschichte
Das CSTS war bis Mitte 2006 unter dem Namen Advanced Crew Transportation System (ACTS) bekannt. Ein erstes Konzept sollte bis Juni 2007 vorliegen. Ein Jahr später sollte dann auf der ESA-Ministerkonferenz über den eigentlichen Bau des CSTS entschieden werden.
Mit dem CSTS sollte es möglich sein, ähnlich wie mit dem geplanten US-amerikanischen Raumschiff Orion, sowohl im niedrigen Erdorbit zu operieren, als auch Flüge zum Mond durchzuführen. Geplant war eine Neuentwicklung auf Basis des Sojus-Raumschiffs, die von einer bestehenden oder in Planung befindlichen Trägerrakete (z. B. Sojus 2-3) ins All befördert werden sollte.
Die japanische Raumfahrtagentur JAXA hätte sich unter Umständen auch an dem Projekt beteiligt.
Ende Januar 2009 wurden Unstimmigkeiten zwischen Roskosmos und der ESA publik. Am 18. März 2009 stellten die Vertragspartner in einer gemeinsamen Erklärung die Beendigung des Programmes fest. Als Grund wurde angegeben, dass es nicht gelang, die finanziellen Vorstellungen Moskaus mit den Interessen Europas auf eine gleichberechtigte Partnerschaft in Einklang zu bringen. Roskosmos entwickelte das Projekt zunächst unter dem PPTS weiter. Später wurde daraus ein „Bemanntes Transportschiff neuer Generation“ (PTK NP), das schließlich den Namen Orel (Adler) bekam.

## Hintergrund

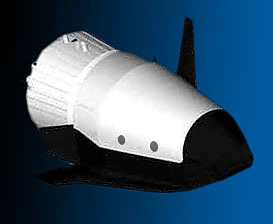
Russisches Projekt Kliper

Im Januar 2004 kündigte US-Präsident Bush seine „Vision for Space Exploration“ an. Das Programm sah unter anderem vor, dass die Vereinigten Staaten von Amerika ab dem Jahr 2020 wieder bemannte Flüge zum Mond und ab 2030 auch bemannte Flüge zum Mars durchführen sollten.
Eine internationale Zusammenarbeit an dem für diesen Zweck zu entwickelnden Raumschiff Orion lehnte NASA-Administrator Michael Griffin jedoch 2006 offiziell ab.
Bereits seit 2004 liefen bei Roskosmos Planungen für einen Nachfolger des Sojus-Raumschiffs names Kliper. Trotz positiver Haltung des ESA-Managements lehnte die ESA-Ministerkonferenz 2005 in Berlin eine Beteiligung an Kliper ab, aus Sorge, die ESA könnte bei der Entwicklung lediglich eine Nebenrolle spielen. Die Ausschreibung für Kliper wurde im Sommer 2006 auch von russischer Seite ohne Zuschlag beendet, offiziell mit der Begründung, dass kein Vorschlag den Kriterien entsprochen habe.

## Die Studie

### Bekanntgabe der Studie
Am 25. Juli 2006 kündigte ESA-Direktor Jean-Jacques Dordain auf der Farnborough Flugshow an, dass die Studie über das CSTS Anfang September 2006 beginnen und etwa 18 Monate (bis Anfang 2008) dauern sollte. Die Kosten auf Seite der ESA beliefen sich für die Studie auf 15 Millionen Euro, die von sieben europäischen Staaten, darunter Deutschland, Frankreich und Italien, aufgebracht wurden. Das Budget der russischen Seite wurde nicht bekannt gegeben.

### Zielsetzungen
Die ESA hatte mehrfach verlauten lassen, dass die Studie zum eigenen Raumschiffsystem kein Konkurrenzprogramm zum US-amerikanischen Orion-Raumschiff darstellen sollte, vielmehr hatte etwa Marco Caporicci, Teammitglied im bemannten ESA-Programm, klargestellt:

„Wir wollen kein Wettrennen mit den Amerikanern, die Systeme sollen sich vielmehr ergänzen.“

Andererseits hatte etwa Daniel Sacotte, Direktor für den bemannten Raumflug bei der ESA, über die Ziele der ESA gesagt:

„Wir werden versuchen, unsere Abhängigkeit von anderen Partnern nicht zu stark werden zu lassen. Das ist unsere Priorität.“

Manuel Valls, ESA-Stratege mit Bezug zum bemannten Raumflug der ESA, ergänzte diese Aussage mit Bezug auf die russische Kooperation:

„Unser langfristiges Ziel ist es, dieses neue System gemeinsam mit den Russen zu entwickeln und zu betreiben.“

Das fertige Schiff sollte "gemeinsames Eigentum" von Russen und Europäern werden.

### Teilgebiete der Studie
Zu den Teilgebieten der Studie gehörten laut Aussage von Jean-Jacques Dordain:
- Grundlegender Entwurf des Systems
- Detailliertes Design der Subsysteme einschließlich eines Kopplungsmechanismus
- Entscheidungen über die Arbeitsteilung bei einer vollständigen Entwicklung
- Bemannte Mondflüge

## Vorläufiger Entwurf für ein Raumschiff

### Sojus-Variante

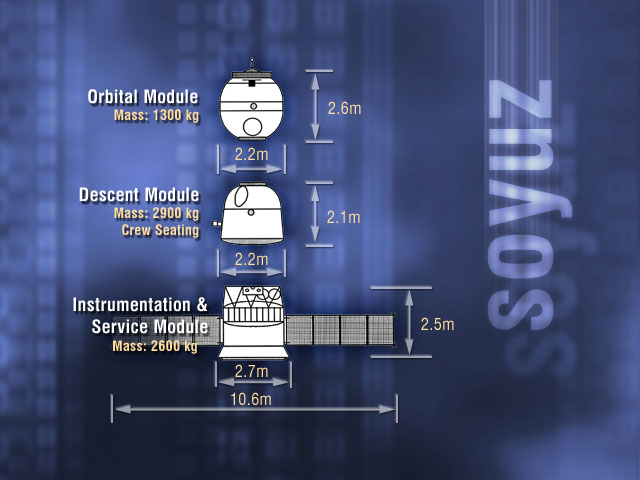
Der Aufbau des CSTS sollte dem der Sojus-Raumschiffe ähnlich sein

Nach Medienangaben sollte der Kern von CSTS ein Raumschiff sein, das auf dem Grundprinzip des Sojus-Raumschiffes basiert. Es sollte Stauraum für mehr Vorräte für längere Missionen, einen verbesserten Hitzeschild für eine höhere Wiedereintrittsgeschwindigkeit in die Erdatmosphäre, ein neues interplanetarisches Navigationssystem und Platz für eine drei- oder vierköpfige Besatzung haben. Die Missionsdauer sollte mindestens 18 Tage betragen. Die Leermasse hätte, insbesondere aufgrund der längeren Missionsdauer und der Vergrößerung für vier Personen, bei mindestens 10 t gelegen (Sojus-TMA: 7,2 t).
Das CSTS-Raumschiff sollte, wie das Sojus-Raumschiff, aus drei Teilen bestehen:
- Einem vergrößerten Wohnmodul, in dem sich Vorräte und Lebenserhaltungssysteme befinden. Dabei sollte sowohl russische als auch für die Internationale Raumstation (ISS) entwickelte europäische Technologie zum Einsatz kommen können. Da das Orbitalmodul keinen Hitzeschild besitzen sollte, konnte gerade hier mit geringer Gewichtszunahme genügend Platz für Geräte, Lebenserhaltungssysteme für längere Missionen und Besatzung bereitgestellt werden. Nach russischen Angaben[4] sollte das Wohnmodul von der ESA entwickelt werden.
- Das Servicemodul sollte die Technik zur Navigation (z. B. Triebwerke), Kommunikation sowie zur Stromerzeugung (Solarzellen) enthalten. Beim Servicemodul wird das Gewicht insbesondere durch den Treibstoff bestimmt. Je mehr Beschleunigung das CSTS-Raumschiff etwa für Mondmissionen beisteuern sollte, desto schwerer würde dieses Modul. Beim US-amerikanischen Orion entfallen etwa 60 % der Masse auf das Servicemodul mit Treibstoff. Aufgrund der Modularität des Konzepts hätte es auch sein können, dass für Mondflüge ein viertes oder gar fünftes Modul für die notwendigen Schübe in den Mondorbit, innerhalb des Mondorbits und aus dem Mondorbit zum Einsatz gekommen wäre. Sowohl ESA als auch Roskosmos hätten das Servicemodul bauen wollen.
- Vor dem Wiedereintritt in die Erdatmosphäre sollten Wohn- und Servicemodul abgetrennt werden. Nur das Rückkehrmodul wäre mit den Raumfahrern sicher auf der Erde gelandet. Die Glockenform der Sojus-Landekapsel galt als wahrscheinlich, da eine Neuentwicklung zusätzliche Zeit und Geld gekostet hätte. Die Masse des Rückkehrmoduls hätte mindestens 3 t betragen, da bereits der Sojus-Landeapparat für drei Besatzungsmitglieder 2,9 t wiegt.

Vorteile eines dreiteiligen Konzeptes gegenüber dem zweiteiligen CEV- bzw. Apollokonzept:
- Vereinfachte und billigere Herstellung der Wohn- und Servicemodule, die den Wiedereintritt nicht überstehen müssen. Die leichtere Konstruktion spart insbesondere kritisches Gewicht für Mondflüge.
- Die Landekapsel kann somit auf Minimalgewicht bleiben, was u. a. eine höhere Geschwindigkeit beim Wiedereintritt ermöglicht.
- Das CSTS-Konzept bietet die Flexibilität, optimierte Versionen von Wohn- und Servicemodul für die jeweiligen Missionstypen zu bauen.

### Andere Varianten
Nach einem Arbeitspapier der ESA zum Status des europäischen strategischen Programms zur Weltraumerforschung vom 12. September 2006 beschäftigte sich die CSTS-Studie auch mit anderen Varianten, wie etwa Lifting-Body-Konzepten, bei denen der Flugkörper selbst mit Auftrieb erzeugt, und sogenannten „Advanced capsules“, also Wiedereintrittskapseln mit neuen Außenabmessungen.

## Trägerrakete
Die wahrscheinlichste Trägerrakete für das etwa zehn Tonnen schwere CSTS-Raumschiff war eine Weiterentwicklung der russischen Sojus-Rakete. Ab 2010 sollten Sojus-Raketen sowohl vom kasachischen Baikonur als auch vom Weltraumbahnhof Kourou gestartet werden können. Manuel Valls (ESA) hoffte dabei auf den Bau der Sojus-2-3, eine Weiterentwicklung der Sojus-Rakete, die ab 2010/2011 zur Verfügung stehen und elf Tonnen von Baikonur sowie 12,7 Tonnen von Kourou starten könnte. Der Einsatz von sogenannten „Heavy Liftern“ wie Ariane 5 oder Proton wurde hingegen nicht in Erwägung gezogen, da diese nicht für den bemannten Raumflug zugelassen sind und somit zusätzliche Kosten entstehen würden.
Bei einem Flug zum Mond kämen jedoch noch einmal mindestens 115 % (sofern eine Stufe mit flüssigem Wasserstoff und flüssigem Sauerstoff (LH2/LOX) verwendet würde) der Masse des CSTS-Raumschiffes für ein Mondflugmodul (Earth-Departure-Stage) hinzu. Dieses Modul sollte das Raumfahrzeug auf die für einen Mondflug erforderliche Fluchtgeschwindigkeit beschleunigen. Danach müsste das CSTS-Raumschiff alle weiteren Beschleunigungsschübe bzw. Kurskorrekturen selbst durchführen. Zusätzlich würde der Bedarf an Vorräten (Nahrung, Wasser, Sauerstoff usw.) steigen.
Da weder die ESA noch Roskosmos die nötigen Mittel für eine neue Schwerlastrakete der Größe einer Saturn V, einer Ares V oder einer Energija aufbringen wollten, lag es nahe, das CSTS auf zwei oder mehr Raketenstarts aufzuteilen und die Teile im Erdorbit zu koppeln.

## Missionen
Da das CSTS-Programm inzwischen beendet ist, blieben die folgenden Missionsszenarien reine Planung.

### CSTS-Raumschiff LEO-Missionen
Ein CSTS-Raumschiff sollte 2012 bzw. nach anderen Presseartikeln 2014 als erste funktionsfähige Version des CSTS für LEO-Flüge (z. B. zur ISS) genutzt werden. (Vor-)Planungen der ESA für eine bemannte Mondmission im Rahmen des Aurora-Programms gingen dagegen von einem möglichen Start zwischen 2020 und 2025 aus.

### Mondvorbeiflug
Eine weiterentwickelte Version des CSTS sollte sowohl bemannte Mondflüge ermöglichen, bei denen der Mond nur einmal umrundet und kein stabiler Mondorbit (LLO) erreicht wird, als auch bemannte Mondflüge, bei denen eine stabile Mondumlaufbahn erreicht wird.
In einer Variante würde das CSTS von Kourou oder Baikonur aus starten und an die ISS andocken. Die Raumfahrer verbleiben auf der ISS, bis eine zusätzliche Antriebsstufe in eine Erdumlaufbahn gestartet würde. Anschließend würde das CSTS-Raumschiff von der ISS ab- und an die Antriebsstufe ankoppeln, bevor diese das System in eine Mondtransferbahn beschleunigt.

### Mondlandung
Eine bemannte Mondlandung würde anders als ein Mondvorbeiflug ablaufen, da das CSTS-Raumschiff in den Mondorbit eintreten und ihn am Ende der Mission auch wieder verlassen müsste, was mehr Treibstoff erfordert. Zusätzlich würde mindestens ein dritter Raketenstart für ein Mondlandemodul benötigt.